# Mercedes Garrido Rodríguez
Mercedes Garrido Rodríguez (Felanitx, 1974) és una política balear, diputada al Parlament de les Illes Balears en la IX legislatura.
Llicenciada en dret per la Universitat de les Illes Balears, va exercir com a advocada de 2000 a 2007. Militant del PSIB-PSOE, a les eleccions municipals espanyoles de 2007 fou escollida regidora de l'ajuntament de Felanitx. Alhora fou escollida consellera del Consell Insular de Mallorca on ha estat secretària general de la Conselleria de Presidència insular de 2007 a 2011 i portaveu adjunta del grup socialista al Consell Insular de Mallorca de 2011 a 2015.
Fou escollida diputada per Mallorca a les eleccions al Parlament de les Illes Balears de 2015, però el juliol renuncià al seu escó quan fou nomenada consellera de Territori i Infraestructures del Consell Insular de Mallorca.
El febrer de 2021 va substituir Pilar Costa Serra com a consellera de la presidència del Govern Balear presidit per Francina Armengol.